# Merostachys annulifera
Merostachys annulifera är en gräsart som beskrevs av Tatiana Sendulsky. Merostachys annulifera ingår i släktet Merostachys och familjen gräs. Inga underarter finns listade i Catalogue of Life.